# Bitwa pod Łodzią (1914)
Bitwa pod Łodzią – jedna z trzech największych bitew na froncie wschodnim I wojny światowej w jej początkowej fazie. Operacja zaczepna wojsk niemieckich. Rozegrała się na przełomie listopada i grudnia 1914 r. (według różnych źródeł: 11 listopada lub 16 listopada do 24 listopada lub 6 grudnia) pomiędzy armiami niemiecką i rosyjską z wynikiem nierozstrzygniętym ze wskazaniem na Niemców. W zachodniej historiografii, a zwłaszcza niemieckiej, znana pod nazwą bitwy pod Brzezinami. Uznawana za źródło niemieckiego „blitzkriegu” (dzięki manewrowi Karla Litzmanna) podczas II wojny światowej, stąd analizowana w okresie międzywojennym, przynajmniej na europejskich akademiach wojskowych.

## Plany stron
Po zakończeniu bitwy pod Warszawą i Dęblinem we wrześniu–listopadzie 1914, rosyjska Stawka rozpoczęła przygotowania do operacji w głąb Niemiec, planując jej rozpoczęcie na 14 listopada. Dowództwo niemieckie rozszyfrowało plany operacji przekazywane do wojsk radioszyfrogramami i przerzuciło 9 Armię (dowódca gen. August von Mackensen) z rejonu Kalisz – Częstochowa na północ w rejon Toruń – Jarocin w celu uderzenia w styk 2 i 5 Armii rosyjskiej, wyjścia na ich tyły i okrążenia. Grupa Operacyjna Woyrscha, wzmocniona następnie przez 2 Armię Austro-Węgierską wraz z korpusami Landsturmu – „Posen”, „Breslau” – miały utrzymywać front. Północne skrzydło operacji miał ubezpieczać Korpus „Thorn”. Uderzenie planowano przeprowadzić siłami Grupy Uderzeniowej 9 Armii (155 tys. żołnierzy i 960 dział) oraz Grupy Wspomagającej (bez grupy gen. Woyrscha i 2 Armii Austro-węgierskiej) (ok. 124 tys. i 480 dział). 1, 2 i 5 Armie rosyjskie miały ok. 367 tys. żołnierzy i 1260 dział.

## Siły stron
Wojska niemieckie:
- 9 armia (XI, XVII i XX KA, I i XXV KRez, I i III KK, 3 Rezerwowa Dywizja Gwardii). 155 tys. żołnierzy, 450 ckm, 960 armat,
- Korpus „Posen” (Poznań) 78 tys. żołnierzy, 50 ckm, 95 armat,
- Korpus „Breslau” (Wrocław) 22 tys. żołnierzy, 50 ckm, 170 dział,
- Korpus „Thorn” (Toruń) – 21 tys. żołnierzy, 50 ckm, 95 dział.

Wojska austro-węgierskie:
- 2 Armia – 124 tys. żołnierzy, 480 dział.
  - Razem armia niemiecka i austro-węgierska: ok. 400 tys. żołnierzy, 1450 dział.

Wojska rosyjskie:
- 1 Armia (VI KA, V i VI Korpus Syberyjski, I Korpus Turkiestański, 3 i pół dywizji kawalerii), 123 tys. żołnierzy, 200 ckm, 440 armat. Dowódca gen. Paul von Rennenkampf,
- 2 Armia (I, II, IV i XXIII KA, II Korpus Syberyjski, 4 dywizje kawalerii), 158,8 tys. żołnierzy, 350 ckm, 450 dział. dowódca – gen. Siergiej Scheidemann.
- 5 Armia (V i XIX KA, I Korpus Syberyjski, półtora dywizji kawalerii), 85 tys. żołnierzy, 190 ckm, 320 armat. dowódca – gen. Paweł Plehwe,
  - Razem armia rosyjska: 367 tys. żołnierzy, 750 ckm, 1300 dział.

## Przebieg walk

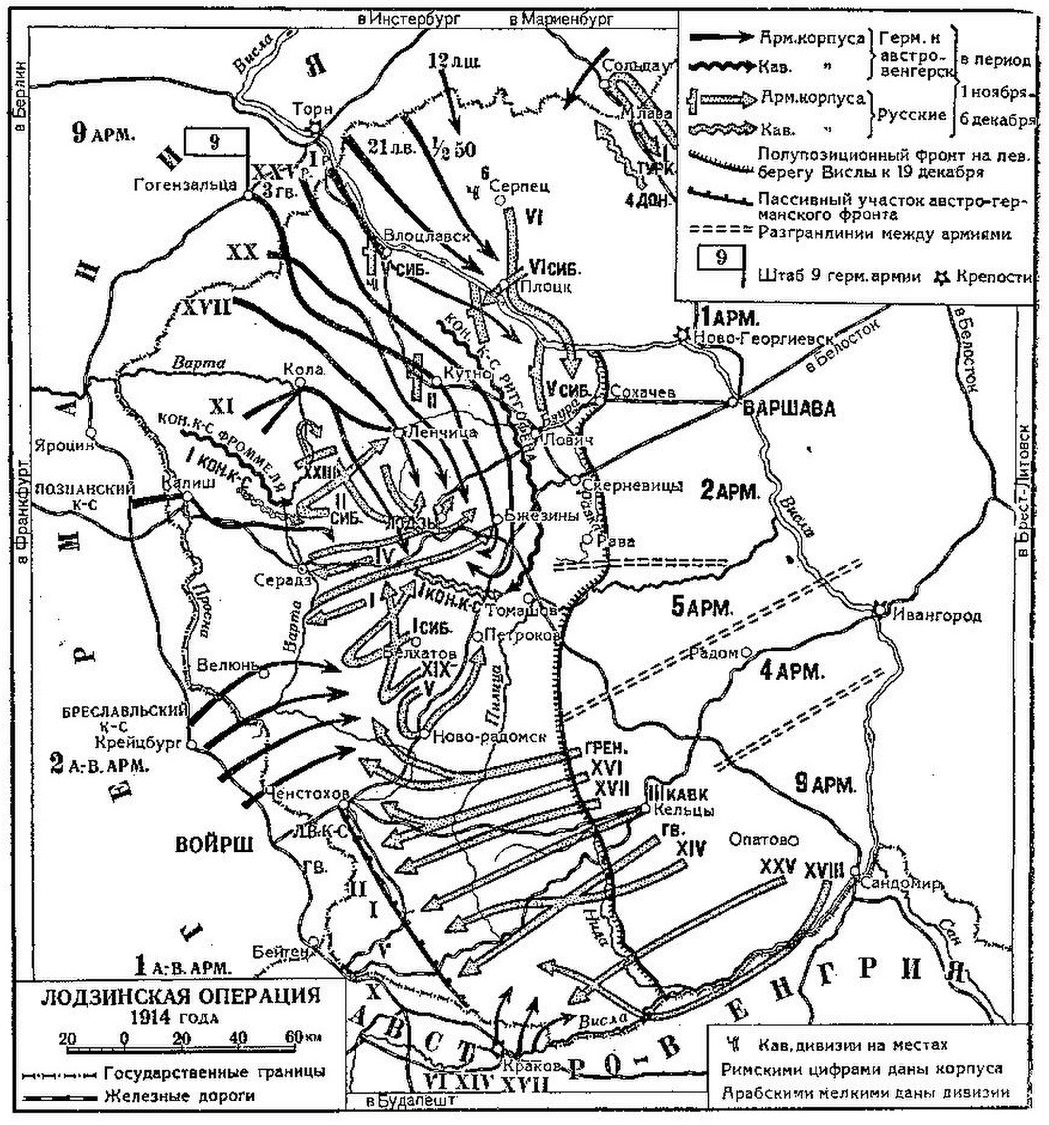
Schemat bitwy

Chcąc przerwać natarcie Rosjan, wyznaczony 1 listopada na dowódcę Frontu Wschodniego gen. Paul von Hindenburg i jego szef sztabu gen. Erich Ludendorff postanowili wyprzedzić uderzenie Rosjan. Niemcy mieli na kierunku głównego uderzenia znaczną przewagę w siłach i środkach walki.
11 listopada 9 Armia niemiecka przeszła do natarcia, wykonując uderzenie z rejonu Torunia na Kutno, w styk 1 i 2 Armii rosyjskiej. W toku walk w rejonie Włocławka i Kutna nie udało się Niemcom rozbić dwóch skrzydłowych Korpusów rosyjskich, które w bojach odeszły na Włocławek. 13 listopada dowódca 2 Armii rosyjskiej przesunął swoje Korpusy na północ i zorganizował obronę na północ od Łodzi. 15 listopada dowódca Frontu Północno-Zachodniego gen. Ruzski rozpoczął przegrupowanie na północ 2 i 5 Armii. W celu zajęcia Łodzi od północy i południa gen. Mackensen skierował Grupę Uderzeniową gen. Scheffera (3 dywizje piechoty i 2 dywizje kawalerii), która 18–19 listopada wyszła na tył 2 Armii rosyjskiej na wschód od Łodzi. Tu spotkał 5 Armię rosyjską, która podeszła z południa. Frontalne uderzenie wojsk niemieckich na zachód i południowy zachód od Łodzi zostało zatrzymane. Grupa Łowicka 1 Armii rosyjskiej (ok. dwóch korpusów) weszła w styczność z prawym skrzydłem 2 Armii na wschód od Łodzi pod Brzezinami i Grupa Scheffera sama znalazła się w okrążeniu. Wieczorem 22 listopada gen. Scheffer otrzymał rozkaz odwrotu. W związku z niewłaściwymi działaniami gen. Rennenkampfa (na drogach odwrotu była tylko jedna dywizja, która nie otrzymała wsparcia) Grupie udało się z 70% stratami stanów osobowych 24 listopada wyrwać z okrążenia pod Brzezinami i skierować się na północny wschód.
Do 22 listopada Niemcom udało się okrążyć Łódź od zachodu, północy i wschodu. Nie mieli jednak sił, aby zamknąć okrążenie. Po walkach Rosjanie musieli opuścić Łódź – byli zbyt osłabieni, żeby się w niej utrzymać. Po bitwie wycofali się na linię rzeki Rawki koło Skierniewic. W bojach wzięły udział dywizje syberyjskie z Chabarowska, Krasnojarska, Omska i Irkucka (a w nich wielu Polaków); w skład jednej z nich wchodził 24 Pułk Syberyjski, który otrzymywał w ramach uzupełnień mieszkańców Mazowsza i Warszawy, wcielonych do armii carskiej. W niemieckiej armii walczył Korpus Posen, w którego skład wchodziło około 23 tysięcy Polaków. Na polu bitwy zginęli Rosjanie, Niemcy, Austriacy, Polacy, Litwini, Czesi, Ukraińcy, Łotysze i Tatarzy. W czasie walk wszystkie większe budynki w Łodzi były zajęte przez rannych, których liczbę (obu stron) obliczano na 35 000.

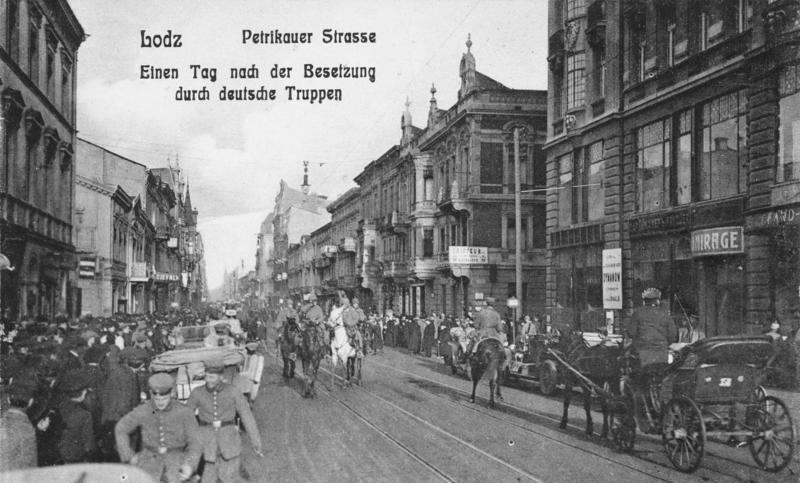
Wojska niemieckie wkraczają do Łodzi po bitwie

Zasadnicza bitwa odbyła się w okolicach dzisiejszej Gadki Starej. Rezultatem bitwy było zajęcie Łodzi przez Niemców. Wojskami niemieckimi pod Gadką Starą dowodził wówczas doskonały strateg, gen. Reinhard von Scheffer-Boyadel, stąd nazwa oddziałów niemieckich „grupa Scheffera” (w składzie 49 i 50 rezerwowa dywizja piechoty oraz 3 dywizja gwardyjska gen. Karla Litzmanna). Dzięki „niesubordynacji” gen. Litzmanna, który wbrew rozkazowi wycofania się wykonał uderzenie na Rosjan, bitwa zakończyła się zwycięstwem Niemców, a Litzmanna okrzyknięto Lwem spod Brzezin, gdyż w historiografii niemieckiej bitwa nazwana została bitwą pod Brzezinami. W Gadce Starej znajduje się cmentarz wojenny, gdzie zachowało się kilkadziesiąt kamiennych nagrobków i płyt upamiętniających poległych w bitwie, a przede wszystkim, na cmentarnym wzgórzu, stoi duży pomnik z kamiennych głazów, z niemieckim napisem Tu spoczywa 2000 dzielnych wojowników.
Historycy uznają bitwę za największą operację manewrową I wojny światowej i pierwszy „blitzkrieg” w dziejach światowej sztuki wojennej i z tej przyczyny analizowany wnikliwie w okresie międzywojennym na wielu akademiach wojennych. Pod Łodzią Rosjanie po raz pierwszy użyli samochodów pancernych. W sumie jednak zarówno niemiecki plan okrążenia 2 i 5 Armii rosyjskiej nie powiódł się, jak i rosyjskie plany zostały zerwane. W połowie grudnia front wschodni w tym miejscu ustabilizował się. Po zakończonej operacji zostali zdjęci ze stanowisk: dowódca 1 Armii gen. Rennenkampf i dowódca 2. Armii gen. Scheidemann.
W nawiązaniu do tej bitwy, a zwłaszcza roli, jaką w niej odegrał gen. Karl Litzmann, podczas II wojny światowej okupowana przez Niemców Łódź otrzymała w kwietniu 1940 r. nazwę Litzmannstadt.